# Bünsowska tjärnen
Bünsowska tjärnen eller med en äldre namnform Bünsowska tjärn är en park i Sundsvall som består av en damm omgiven av pilträd. På platsen fanns tidigare en naturlig tjärn, Västra tjärn. Bünsowska tjärnen skapades 1885 genom att man ledde friskt vatten från Sidsjön till den gamla tjärnen. Bakom vattenledningen stod träpatronen Fredrik Bünsow. Lönnar planterades kring dammen 1909 och på 1930-talet planterades de stora pilar som finns runt dammen.
Vid platsen låg 1756–1907 Linderbergs metallfabrik. Intill tjärnen låg också Fredrik Bünsows Bünsowska villan som förstördes i stadsbranden 1888, men då hade Bünsow sålt villan och byggt Villa Merlo. På Bünsowska villans gamla tomt byggdes senare en flickskola i rött tegel, som numera härbärgerar Kyrkans hus. Idag (2011) har Kammarrätten i Sundsvall och Hovrätten för nedre Norrland lokaler vid parken.

## Bildgalleri

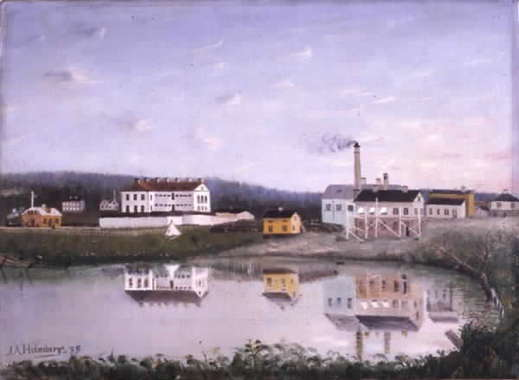
Målning gjord 1889. Tjärnen, Linderbergs gjuteri och Kronohäktet. Avbildar rimligen hur det såg ut före branden.
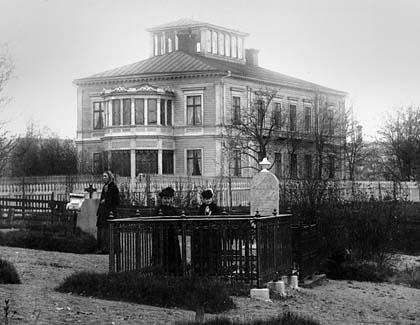
Bünsowska villan, som låg vid tjärnen fram till Sundsvallsbranden. Fotot taget från gamla kyrkogården, mot nuvarande kyrkan till.
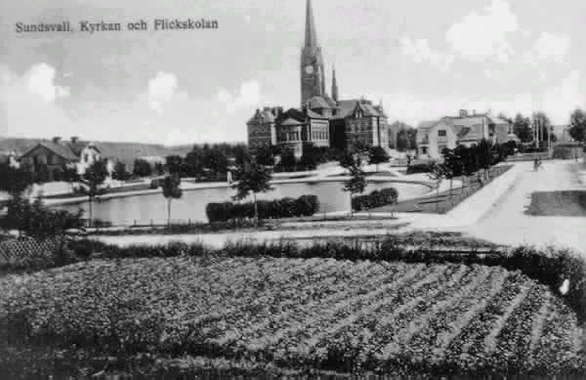
Kyrkan vid dammen. Foto taget någon gång mellan 1890 och 1930.